# Alfonso Freeman
Alfonso Rene Freeman Sr. (Los Angeles, 13 september 1959) is een Amerikaanse acteur.
Freeman werd geboren in Los Angeles, Californië als de zoon van Morgan Freeman en Loletha Adkins. Hij heeft samen met zijn vader in bekende films gespeeld, zoals The Shawshank Redemption, Se7en, Nurse Betty, Ten 'til Noon, The Bucket List.
Freeman trouwde met Cynthia Gafford in 1982, samen hebben ze 3 zonen. Alfonso Rene 2, Joshua Caleb en Donovan Lee. In 1989 is het stel gescheiden. Hij trouwde voor de tweede keer met Larcenia Letice in 1992.
| Jaar | Film                                | Rol                                                       |
| ---- | ----------------------------------- | --------------------------------------------------------- |
| 1994 | The Shawshank Redemption            | Fresh Fish Con/Jonge Red, politiefoto                     |
| 1995 | Se7en                               | vingerafdruk specialist                                   |
| 1998 | Burn                                |                                                           |
| 1999 | L.A. Heat                           | Paul Sage                                                 |
| 2000 | Mad Song                            |                                                           |
| 2000 | Nurse Betty                         | ER Docter                                                 |
| 2000 | The Best Wing                       | Andrew Mackintosh                                         |
| 2000 | The SharkTank Redemption            | Fred Redding                                              |
| 2001 | Frost: Portrait of a Vampire.       | Ken                                                       |
| 2001 | Kingdom under fire: A War of Heroes | Stem                                                      |
| 2001 | ER                                  | Brant                                                     |
| 2002 | Providence                          | Aanklager                                                 |
| 2002 | The Practice                        |                                                           |
| 2004 | JAG                                 | Luchtmacht Kapelaar                                       |
| 2004 | The Fax                             | Zwarte zetel leider                                       |
| 2005 | Central Booking                     |                                                           |
| 2006 | Bad Blood                           | Moter Agent                                               |
| 2006 | Ten 'Till Noon                      | Meneer Jay.                                               |
| 2006 | Robot Chicken                       | Generaal Zod, Narator (stem), Echtgenoot en Cowboy (stem) |
| 2007 | Lord Help us                        | Dominee O'Malley                                          |
| 2007 | The Bucket List                     | Roger Chambers                                            |
| 2008 | Double Duty                         | Carl                                                      |
| 2008 | The Invited                         | Pastoor Kennedy                                           |
| 2010 | Dark Blue                           | Rueben SinClair                                           |
| 2011 | The Craigslist Killer               | Gevangenis bewaker                                        |
| 2011 | Nerd Wars!                          | Mr. Chen                                                  |

- Library of Congress Control Number: no2009150502
- Nationale Bibliotheek van Israël: 987007379344705171
- Nederlandse Thesaurus van Auteursnamen: 299320340
- Virtual International Authority File: 100816724
- WorldCat: E39PBJfCBPGqKVjc3QwJQJPbBP